# Palse

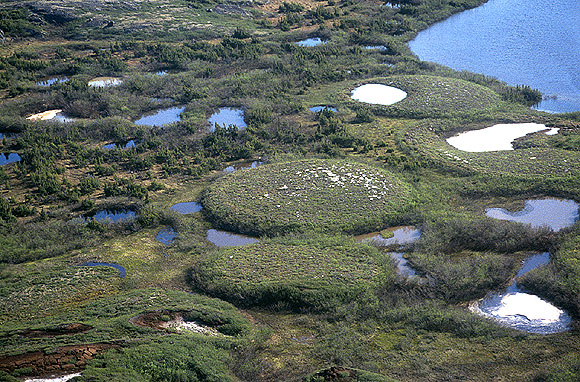
Vue aérienne de palses

Un palse est une petite butte souvent ronde ou ovale rencontrée en milieu périglaciaire, en contexte de pergélisol (permafrost en anglais) intermittent, c'est-à-dire dans les mollisols. À l'instar des pingos, les palses contiennent un cœur de glace recouvert de sol. Le mot provient du terme Palsa en langue same parlée en Laponie et signifiant une zone surélevée d'une tourbière. Du fait des importantes quantités d'eau nécessaires à la formation des palses, on les trouve souvent dans les tourbières. Les palses peuvent toutefois se former aussi sur sol sableux ou dans les tufs volcaniques. Ils sont alors désignés par le terme lithalse ou palse minéral